# Evan Bybee
Evan Andrew Bybee, né le 13 mars 1989 à Oklahoma City est un coureur cycliste américain.

## Biographie
Evan Bybee devient professionnel en 2018, au sein de la formation américaine Holowesko-Citadel. Ce recrutement est notamment permis par le partenariat entre Holowesko et Arapahoe Resources, équipe amateur dont il a été membre durant trois ans.

## Palmarès
- 2015
  - Salty and Tall Race for the March of Dimes
  - 3e étape du Tour de Corsicana
  - 2e étape de l'Oklahoma City Classic
  - Oklahoma State Criterium Championship